# Ашраф, Камран
Камран Ашраф (англ. Kamran Ashraf, род. 30 сентября 1973, Сиалкот, Пакистан) — пакистанский хоккеист (хоккей на траве), нападающий. Участник летних Олимпийских игр 1996 и 2000 годов, бронзовый призёр летних Азиатских игр 1994 года.

## Биография
Камран Ашраф родился 30 сентября 1973 года в пакистанском городе Сиалкот.
В 1996 году вошёл в состав сборной Пакистана по хоккею на траве на летних Олимпийских играх в Атланте, занявшей 6-е место. Играл на позиции нападающего, провёл 7 матчей, забил 3 мяча (два в ворота сборной США, один — Южной Корее).
В 2000 году вошёл в состав сборной Пакистана по хоккею на траве на летних Олимпийских играх в Атланте, занявшей 4-е место. Играл на позиции нападающего, провёл 7 матчей, забил 1 мяч в ворота сборной Канады.
В 1994 году выиграл бронзу хоккейного турнира летних Азиатских игр в Хиросиме.
В 2002 году завоевал бронзовую медаль хоккейного турнира Игр Содружества в Манчестере.
В 1993—2002 годах провёл за сборную Пакистана 166 матчей, забил 129 мячей.